# Franciszek Macharski
Franciszek Macharski (Cracóvia, 20 de maio de 1927 — Cracóvia, 2 de agosto de 2016) foi um cardeal polonês e arcebispo emérito de Cracóvia de 1978 até 2005.
Em coma, morreu em 2 de agosto de 2016, aos 89 anos. Cinco dias antes, ele havia recebido no hospital a visita do Papa Francisco, que estava em Cracóvia para a Jornada Mundial da Juventude. 